# Wainz
Wainz ist eine Ortschaft in der Gemeinde St. Veit an der Glan im Bezirk Sankt Veit an der Glan in Kärnten, in Österreich. Die Ortschaft hat 4 Einwohner (Stand 1. Jänner 2024). Sie liegt auf dem Gebiet der Katastralgemeinde Galling.

## Lage
Die Ortschaft liegt im äußersten Süden der Gemeinde Sankt Veit an der Glan und des Bezirks Sankt Veit an der Glan im Glantaler Bergland, am Ostabhang des Ulrichsbergs, westlich von Pörtschach am Berg. Sie umfasst den Hof Wainzer (Haus Nr. 1) mit Nebengebäuden (Haus Nr. 3 und 5), sowie knapp 300 Meter nordwestlich davon einen weiteren Hof (Haus Nr. 2). Hingegen werden die teils schon Mitte des 20. Jahrhunderts in der Nachbarschaft von Wainz Haus Nr. 2 errichteten Einfamilienhäuser nicht zur Ortschaft Wainz, sondern zur Ortschaft Ulrichsberg gezählt.

## Geschichte
In der Steuergemeinde Galling liegend, gehörte der Ort in der ersten Hälfte des 19. Jahrhunderts zum Steuerbezirk Karlsberg. Bei Bildung der Ortsgemeinden im Zuge der Reformen nach der Revolution 1848/49 kam Wainz an die Gemeinde Hörzendorf (die zunächst unter dem Namen Gemeinde Karlsberg geführt wurde), 1972 an die Gemeinde Sankt Veit an der Glan.

## Bevölkerungsentwicklung
Für die Ortschaft ermittelte man folgende Einwohnerzahlen:
- 1869: 2 Häuser, 12 Einwohner[3]
- 1880: 3 Häuser, 20 Einwohner[4]
- 1890: 3 Häuser, 26 Einwohner[5]
- 1900: 3 Häuser, 12 Einwohner[6]
- 1910: 3 Häuser, 19 Einwohner[7]
- 1923: 3 Häuser, 18 Einwohner[8]
- 1934: 8 Einwohner[9]
- 1961: 2 Häuser, 12 Einwohner[10]
- 2001: 4 Gebäude (davon 3 mit Hauptwohnsitz) mit 4 Wohnungen; 8 Einwohner und 4 Nebenwohnsitzfälle; 3 Haushalte; 0 Arbeitsstätten, 1 land- und forstwirtschaftlicher Betrieb[11]
- 2011: 4 Gebäude, 7 Einwohner, 2 Haushalte, 1 Arbeitsstätte[12]
- 2021: 4 Gebäude, 5 Einwohner, 2 Haushalte, 1 Arbeitsstätte[13]